# Nalhāti
Nalhāti är en ort i Indien.   Den ligger i distriktet Bīrbhūm och delstaten Västbengalen, i den östra delen av landet, 1 200 km öster om huvudstaden New Delhi. Nalhāti ligger 54 meter över havet och antalet invånare är 25 878.
Terrängen runt Nalhāti är mycket platt. Runt Nalhāti är det tätbefolkat, med 849 invånare per kvadratkilometer. Närmaste större samhälle är Rampur Hat, 14,1 km söder om Nalhāti. Trakten runt Nalhāti består till största delen av jordbruksmark.